# Тедрос Аданом Гебреисус
Тедрос Аданом Гебреисус (амх. ቴዎድሮስ አድሓኖም ገብረኢየሱስ; род. 3 марта 1965, Асмэра, Эфиопская империя) — эфиопский государственный деятель, министр здравоохранения Эфиопии (2005—2012), министр иностранных дел Эфиопии (2012—2016), специальный советник премьер-министра Эфиопии (2016—2017). Генеральный директор Всемирной организации здравоохранения (с 2017 года).

## Биография

### Образование и научная деятельность
Родился в семье инженера и домохозяйки.
В 1986 году окончил бакалавриат Университета Асмэры по специальности «биология» и поступил на работу лаборантом в Министерство здравоохранения Эфиопии. После падения в 1991 году военного режима Менгисту Хайле Мариама получил возможность продолжить образование за границей.
В 1992 году окончил магистратуру по специальности «иммунология инфекционных заболеваний» в Лондонской школе гигиены и тропической медицины при Лондонском университете, получив степень MSc (магистра наук).
В 2000 году получил степень доктора философии в Ноттингемском университете (Великобритания) по специальности «общественное здравоохранение». Его диссертация была посвящена изучению влияния речных плотин на передачу малярии в эфиопском регионе Тыграй. За неё Тедрос получил звание «Молодой исследователь года» Американского общества тропической медицины и гигиены (2000). Проходил дополнительные образовательные курсы в Дании и Швеции.
Является специалистом по изучению малярии. Выступал соавтором многочисленных публикаций в ряде международных научных изданий («Тропическая медицина и паразитология», «Ланцет», «Природа», «Паразитология»). В 2012—2014 годах входил в состав консультативного совета Гарвардского университета «Руководящая роль министров в программе здравоохранения». Входил в состав Совета глобальных лидеров по вопросам репродуктивного здоровья Института Аспена (США), консультативного совета Университета Аддис-Абебы (Эфиопия).

### Личная жизнь
Тедрос женат и имеет пятерых детей. Сват — Турлыханов, Даулет Болатович.

## Карьера

### Государственные должности
В 2001—2003 годах возглавлял департамент здравоохранения региона Тыграй. В 2003 году был назначен заместителем министра здравоохранения Эфиопии.
В 2005—2012 годах — министр здравоохранения Эфиопии. На этом посту провел реформу системы здравоохранения страны с целью повышения доступности медицинской помощи. В этот период было создано 3,5 тыс. центров здравоохранения и 16 тыс. медицинских пунктов, в семь раз выросло число работников здравоохранения (с 16,5 тыс. до 115 тыс.), увеличилось число медицинских образовательных учреждений (с трех до 33) и количество их выпускников (со 120 до 3 тыс. врачей ежегодно). Организовал приток в отрасль иностранных инвестиций, в частности, за счет взаимодействия с Фондом семьи Клинтон и Фондом Билла и Мелинды Гейтс. В результате его деятельности детская смертность снизилась на две трети, случаи инфицирования ВИЧ — на 90 %, смертность от малярии — на 75 %, от туберкулеза — на 64 %. В 2010 году ООН признала Эфиопию одной из успешных стран в плане достижения Целей развития тысячелетия (2000—2015).
В 2012—2016 годах — министр иностранных дел Эфиопии. На этом посту содействовал выработке ряда региональных инициатив в области здравоохранения и помощи развитию. В 2013 году председательствовал в Исполнительном совете Африканского союза (АС) и выступил инициатором подготовки Повестки дня на период до 2063 года — стратегического документа, направленного на ускорение экономического, политического и социального развития Африки. В 2015 году участвовал в работе Международной конференции по финансированию развития в Аддис-Абебе, где способствовал преодолению разногласий и выработке консенсуса по принятию Плана действий в области устойчивого развития.
Являлся заместителем председателя 60-й Всемирной ассамблеи здравоохранения (2007; руководящий орган Всемирной организации здравоохранения — ВОЗ), председателем 56-й сессии Регионального комитета ВОЗ для стран Африки (2007), входил в состав правления Глобального альянса по вакцинам и иммунизации (2008—2009), возглавлял организацию AIDS Watch Africa (2013).
В 2016—2017 годах — специальный советник премьер-министра Эфиопии.

### На посту генерального директора ВОЗ
С 2017 года занял должность генерального директора ВОЗ (по некоторым данным, в результате подкупа). В этой должности предложил пять ключевых приоритетов для Организации: всеобщий охват услугами здравоохранения; чрезвычайные ситуации в области здравоохранения; здоровье женщин, детей и подростков; воздействие изменения климата и окружающей среды на здоровье человека; и реформированная ВОЗ. Целями реформы он обозначил задачи повышения эффективности деятельности организации, содействие максимальному охвату населения мира медико-санитарными услугами, укрепление потенциала национальных и местных органов власти для предотвращения чрезвычайных ситуаций в области здравоохранения. По предложению Германии в сентябре 2021 года переизбран на второй срок.

### COVID-19
В начале 2020 года Тедрос курировал управление Всемирной организацией здравоохранения в связи с пандемией COVID-19. В марте 2020 года он назвал пандемию «определяющим глобальным кризисом в области здравоохранения нашего времени» и призвал страны увеличить количество тестов на вирус. 19 декабря 2020 года, в разгар пандемии, ВОЗ под руководством Тедроса объявила, что она обеспечила 2 миллиарда доз вакцины для распространения, начиная с 2021 года, после того, как они будут одобрены национальными агентствами.

## Критика
Будучи министром иностранных дел Эфиопии, обвинялся экспертной средой в сокрытии вспышек нескольких случаев холеры в Эфиопии в 2006, 2009 и 2011 годах.
Во время пандемии COVID-19 Тедрос подвергся критике со стороны общественности за то, что медленно действовал во время начала эпидемии и за слишком тесную связь с правительством Китая (с территории которого началась пандемия). Тедрос заявил, что ему поступали угрозы смертью и расистские оскорбления, когда он руководил глобальными усилиями по борьбе с пандемией коронавируса.

## Награды и звания
2012: Журнал Wired, один из 50 человек, которые изменят мир в 2012 году.
В 2016 году был награждён Орденом Сербского флага.
Стал первым неамериканцем — лауреатом Гуманитарной премии им. Джимми и Розалин Картер (США, 2001). В 2012 году избран почетным членом Лондонской школы гигиены и тропической медицины.
В 2016 году международная неправительственная организация Women Deliver наградила д-ра Тедроса «за упорную деятельность» в качестве признания его вклада в охрану здоровья женщин.
2018: Университет Умео, медицинский факультет, почётный доктор.
Был включён в список 100 самых влиятельных людей 2020 года по версии журнала Time.
2021: Международная премия имени Низами Гянджеви.
2023: Мичиганский университет, медаль Томаса Фрэнсиса младшего в области глобального общественного здравоохранения.